# Trogatha adusta
Trogatha adusta är en fjärilsart som beskrevs av Alfred Ernest Wileman och Reginald James West 1929.
Trogatha adusta ingår i släktet Trogatha och familjen nattflyn. Inga underarter finns listade i Catalogue of Life.